# Андрей Григориев (академик)
Андрей Александрович Григориев (на руски: Андрей Александрович Григорьев) е руски географ, изследовател, академик на Академията на науките на СССР (1939), първи директор (1931 – 1951) на Института по география към АН на СССР.

## Произход и образование (1883 – 1914)
Роден е на 20 октомври 1883 година (стар стил) в Царское Село (днес град Пушкин), близо до Петербург, Руска империя, в семейство на военен. Още в гимназиалните класове се увлича по естествознанието. През 1902 г. постъпва в естествения отдел на Физико-математическия факултет на Петербургския университет и през 1907 завършва с диплома по зоология, но избира за поле на изява странознанието.
Още през студентските си години участва в няколко научни експедиции по северозападните губернии на Русия, като най-значително е участието му в експедицията на руския зоолог Андрей Владимирович Журавски през 1904 г.

### Емиграция в Германия
Една година след дипломирането си е уволнен от заеманата държавна служба за участие в революционна дейност и емигрира в чужбина, където продължава образованието си до 1909 г. в Берлинския и Хайделбергския университети. От 1909 до 1914 г. работи в отдела по география на издателството на Енциклопедичния речник на Брокхауз и Ефрон, след което се завръща в Русия.

## Академична, научна и изследователска дейност (1914 – 1940)
В годините на Първата световна война активно участва в работата на Комитета за военно-техническа помощ на обединените научни и технически организации. През 1916 г. става един от основателите, а от 1918 пръв декан на открития в Русия Географски институт. Същата година представя в Комисията по изучаване на естествените и производствените сили към Академията на науките проект за създаване на Институт по промишлено и икономическо изучаване на Централна Русия и след неговото създаване става негов секретар, а впоследствие ръководител.
В периода 1920 – 1931 г. провежда няколко експедиции в северните части на Русия. През 1920 и 1923 в Южен Урал, през 1921 в Болшеземелската тундра в байсейна на река Печора, през 1925 – 1926 в Якутия, през 1928 – 1931 на Колския п-ов. През 1928 в източната част на Колския п-ов, между 67 – 68º с.ш., проследява паралелното възвишение Кейви, простиращо се в югоизточно направление от 36º до 39º 30` и.д., на протежение около 200 км (височина до 398 м). Установява, че възвишението е вододел на реките Поной и Йоканга. На север от Кейви и успоредно на него открива много по-ниско възвишение. На юг от долното течение на Поной (410 км) открива ниско възвишение с височина до 287 м. Резултатите от тези експедиции са публикувани непосредствено след приключването на всяка експедиция под заглавията: „Геология и релеф Большеземельской тундры“, Л., 1924; „Полуостров Канин“р М., 1929; „Материалы к физической географии северо-восточной части Кольского полуострова“р Л., 1932.
Основните си изследвания провежда в областта на общата теория на физическата география, принципите и методите на физико-географското райониране и други („Субарктика. Опыт характеристики основных типов физико-географической среды“ (1946, 2 изд. 1956)).
От 1925 до 1936 г. е професор по география в Петербургския университет. От 1931 до 1951 е пръв директор на Института по география към АН на СССР, а от 1960 до 1966 е главен редактор на „Краткая географическая энциклопедия“.
През 1937 Григориев публикува фундаментално научно изследване – „Опыт аналитической характеристики состава и строения физико-географической оболочки земного шара“ (в превод „Опит за аналитична характеристика на състава и строежа на физикогеографската обвивка на земното кълбо“), в което разработва учението за географската обвивка на Земята, като широко и сложно природно явление.

## Следващи години (1940 – 1968)
Вълната от репресии през 40-те и 50-те години на ХХ век в СССР против творческата интелигенция не подминава и Григориев. Обвиняват го в откъснатост от живота, много от научните му виждания се обявяват за схоластични, а дейността на института като цяло – не отговаряща на изискванията за възстановяване и развитие на народното стопанство след войната.
През 1951 г. е уволнен от длъжността директор на Института по география към АН на СССР. След отстраняването му от множеството заемани длъжности се отдава на изследвания в областта на история на географията и през този период излизат от печат две негови монографии: „Развитие физико-географической мысли в России XIX-начала ХХ века“ и „Развитие теоретических проблем советской физической географии 1917 – 1933 гг.“.
Умира на 22 септември 1968 г. в Москва на 84-годишна възраст.

## Памет
Неговото име носят:
- подводен връх Григориев в Охотско море, край бреговете на остров Аланд от Курилските о-ви;
- подводен връх Григориев в Тихия океан;
- река (устие 76°58′ с. ш. 105°29′ и. д. / 76.966667° с. ш. 105.483333° и. д. в североизточната част на п-ов Таймир, вливаща се от юг в залива Симс.